# لا گرینج (تنسی)
لا گرینج(به انگلیسی: La Grange) شهری در ایالت تنسی کشور ایالات متحده آمریکا است که جمعیت آن در سرشماری سال ۲۰۱۰ میلادی، ۱۳۳ نفر بوده‌است.

## نگارخانه

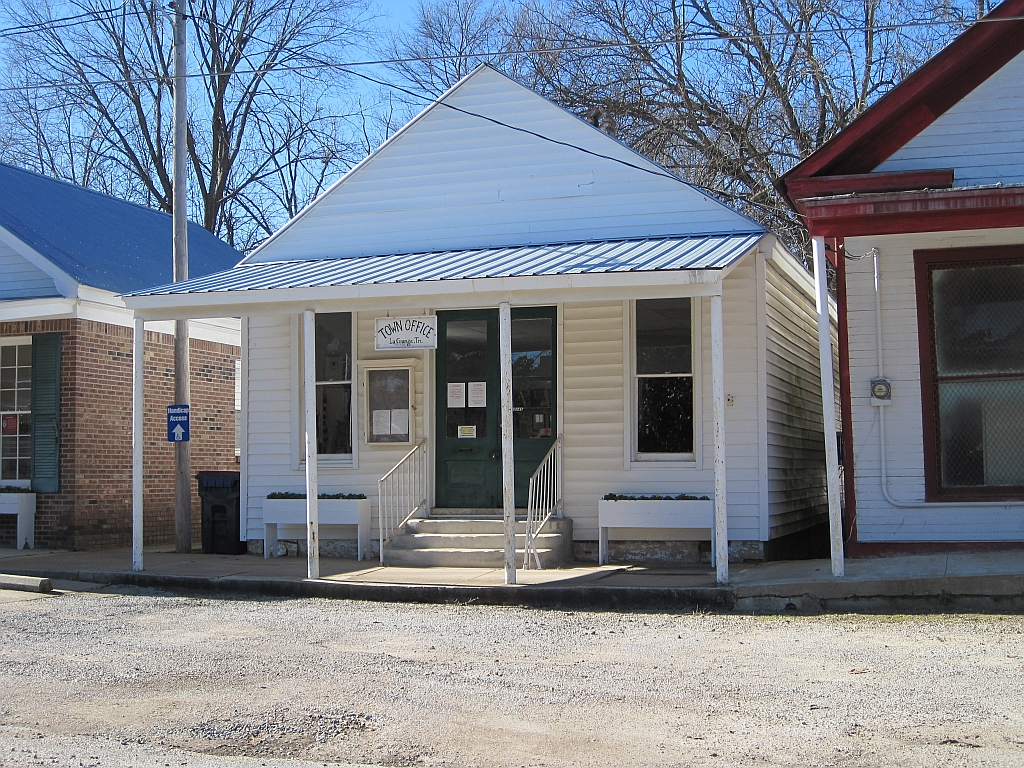
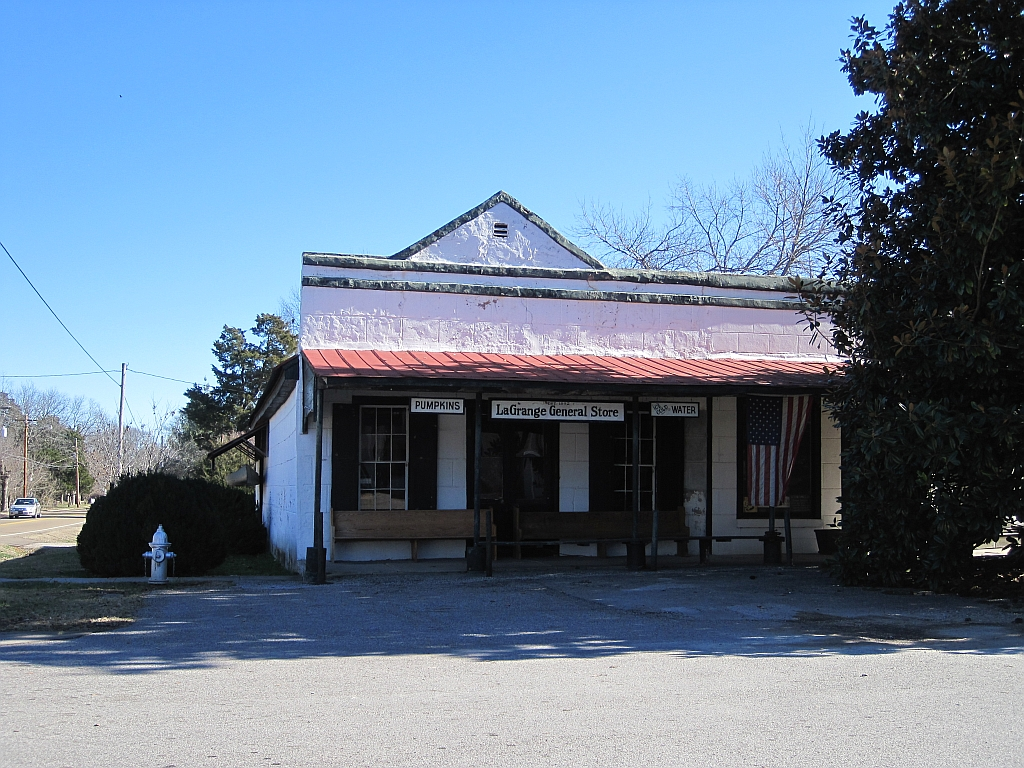
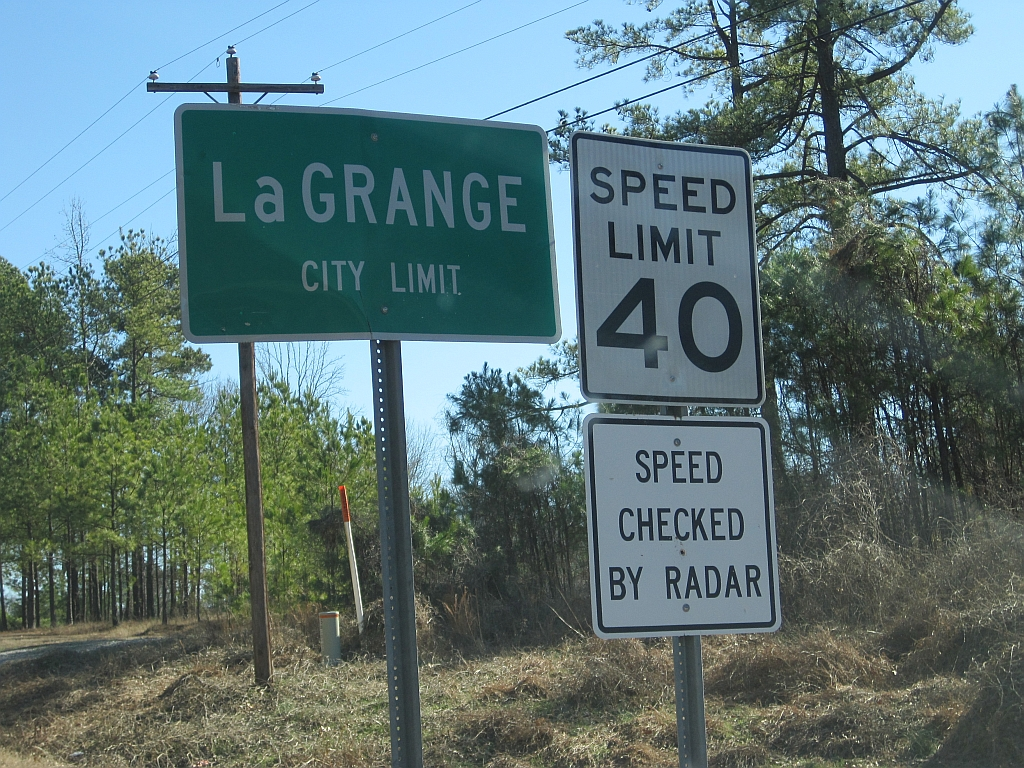
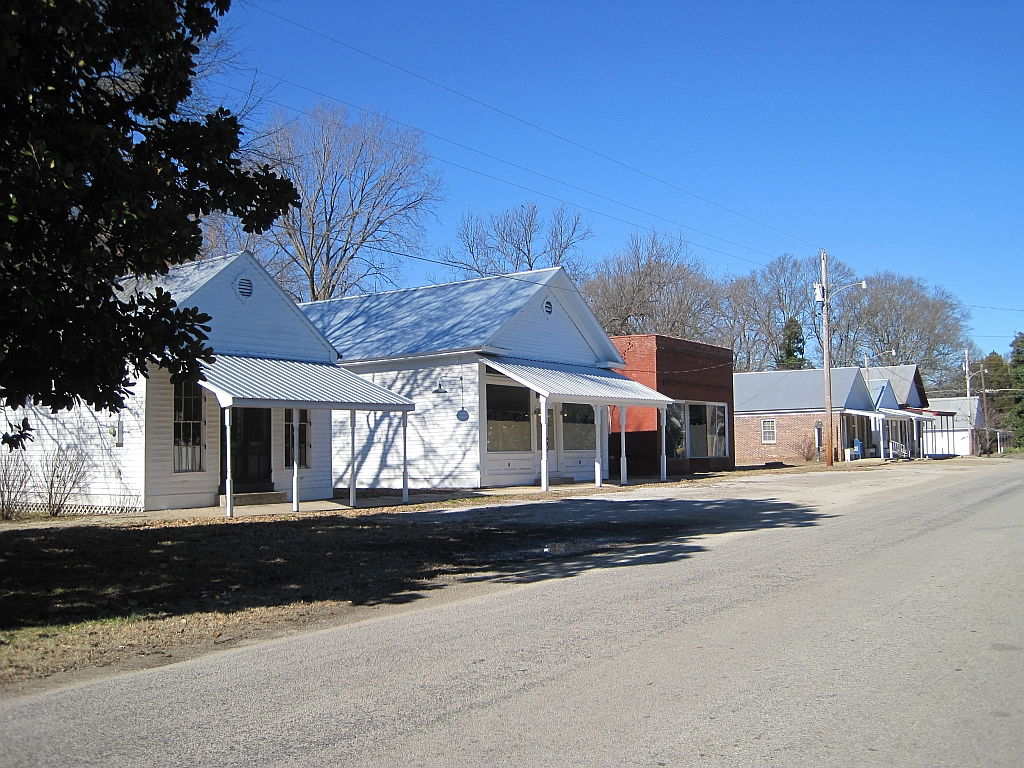
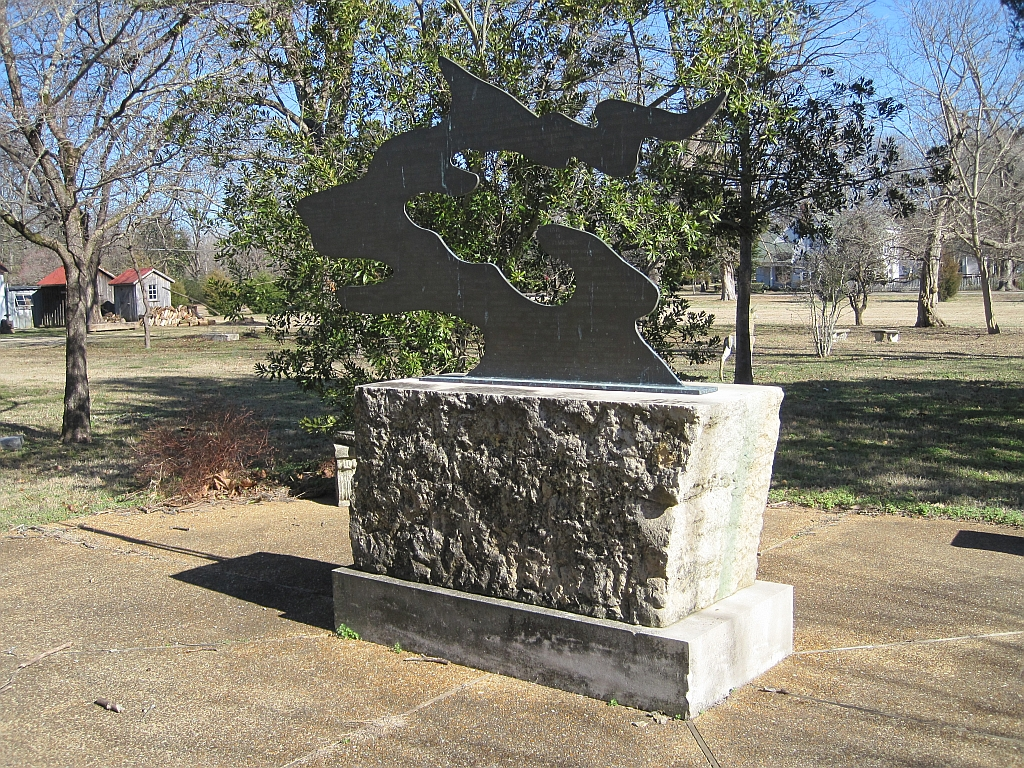
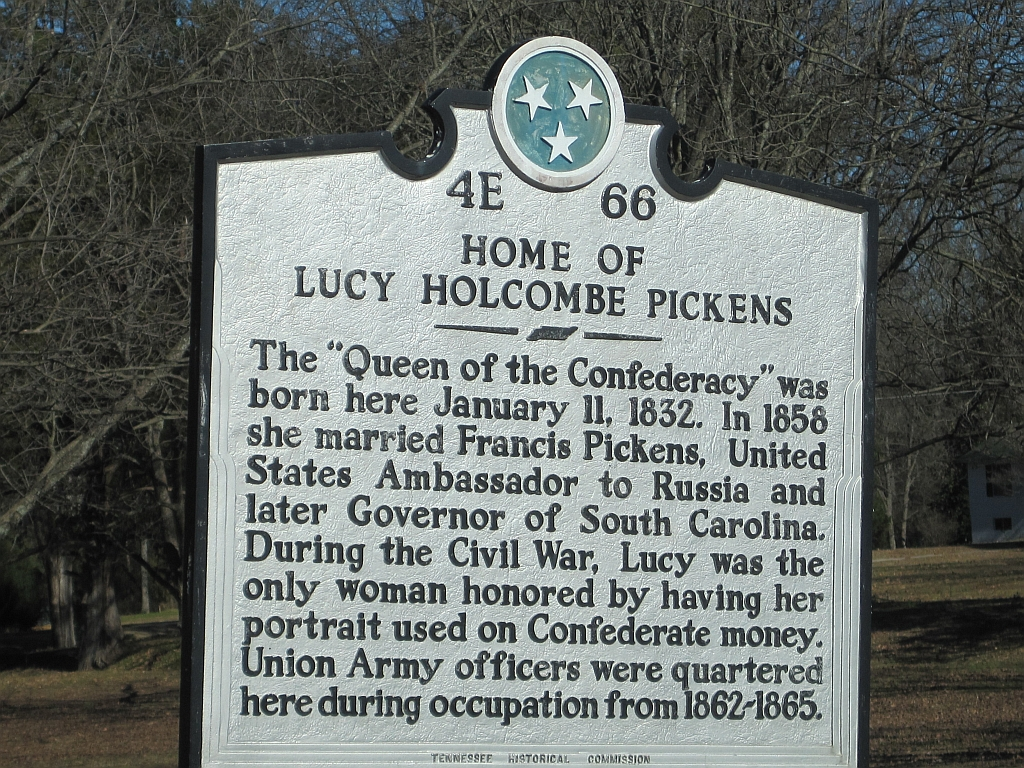
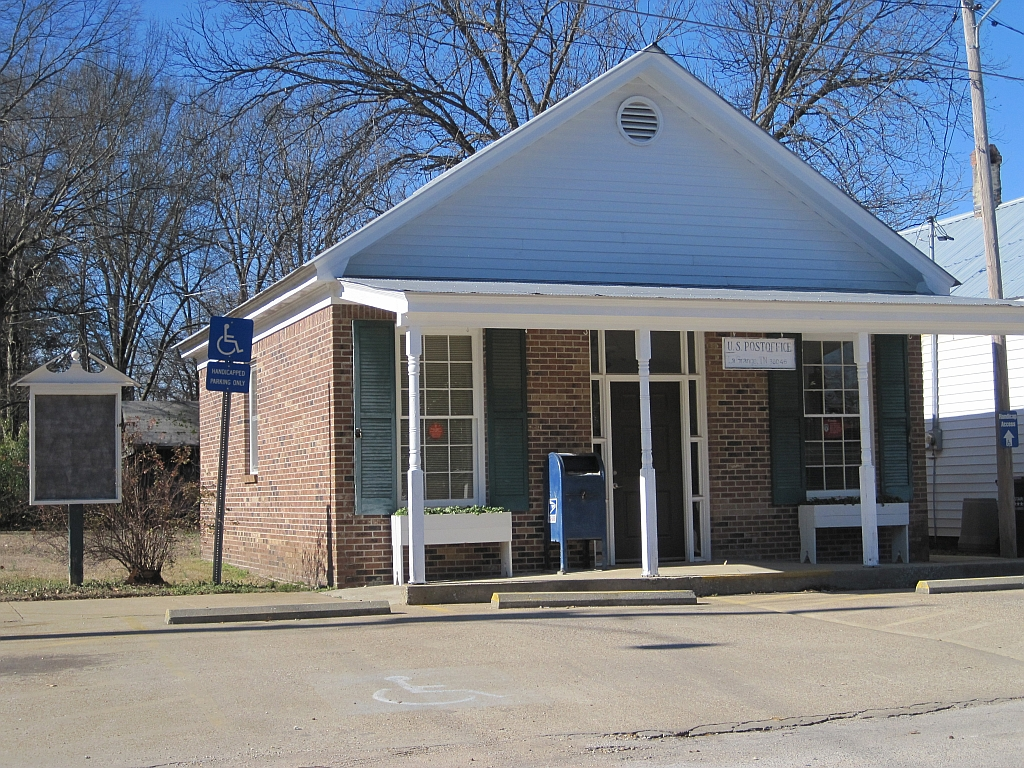